# Tia Hellebaut
Tia Hellebaut (ur. 16 lutego 1978 w Antwerpii) – belgijska lekkoatletka, skoczkini wzwyż, wcześniej specjalizująca się w wieloboju lekkoatletycznym, mistrzyni olimpijska z Pekinu. Jest mistrzynią Europy z Göteborga, halową mistrzynią Europy z Birmingham oraz halową mistrzynią świata z Walencji w pięcioboju lekkoatletycznym.

## Życiorys
Hellebaut startowała początkowo w zawodach wielobojowych. Jej najlepszy wynik w siedmioboju wynosi 6201 pkt (2006) i jest rekordem kraju. Jej największym osiągnięciem było 5. miejsce w pięcioboju na halowych mistrzostwach świata w Budapeszcie w 2004.
Jej koronną konkurencją wielobojową był skok wzwyż. Od 2004 startowała w tej konkurencji na wszystkich ważniejszych zawodach międzynarodowych. Zajęła dwukrotnie 6. miejsce na mistrzostwach świata w Helsinkach w 2005 i na halowych mistrzostwach świata w Moskwie w 2006. W 2006 zdobyła dość niespodziewanie tytuł mistrzyni Europy wynikiem 2,03 m, poprawiając swój rekord życiowy i ustanawiając nowy rekord kraju. W 2007 zdobyła tytuł halowej mistrzyni Europy, ustanawiając rekord mistrzostw i rekord kraju wynikiem 2,05 m.
W 2008 w Walencji na halowych mistrzostwach świata zdobyła złoto w pięcioboju.
23 sierpnia 2008 w finale olimpijskiego skoku wzwyż zdobyła złoty medal, skacząc 2,05 m. Pokonała Blankę Vlasić, która była druga, także z wynikiem 2,05 m.
W grudniu 2008 poinformowała, iż jest w 3 miesiącu ciąży. Z tego też powodu postanowiła zakończyć karierę sportową.
9 czerwca 2009 roku urodziła córeczkę Lotte.
16 lutego 2010 poinformowała, że planuje powrót do czynnego uprawiania skoku wzwyż. Latem zajęła 5. miejsce w mistrzostwach Europy, a w lutym 2011 urodziła drugą córeczkę – Saartje.
W 2012 ponownie powróciła na skocznię – była piąta na halowych mistrzostwach świata i igrzyskach olimpijskich. W 2013 zajęła 8. miejsce podczas halowych mistrzostw Europy, po czym ogłosiła zakończenie kariery.
W marcu 2014 urodziła syna Larsa.

## Osiągnięcia

### Igrzyska Olimpijskie
| Olimpiada   | Data             | Konkurencja | Rezultat | Miejsce |
| ----------- | ---------------- | ----------- | -------- | ------- |
| Pekin 2008  | 23 sierpnia 2008 | skok wzwyż  | 2,05 m   |         |
| Londyn 2012 | 11 sierpnia 2012 | skok wzwyż  | 1,97 m   | 5.      |

### Mistrzostwa Europy
| Mistrzostwa Europy | Miasto    | Data             | Konkurencja | Wynik  | Miejsce    |
| ------------------ | --------- | ---------------- | ----------- | ------ | ---------- |
| Göteborg 2006      | Göteborg  | 11 sierpnia 2006 | Skok wzwyż  | 2,03 m |            |
| Barcelona 2010     | Barcelona | 1 sierpnia 2010  | Skok wzwyż  | 1,97 m | 5. miejsce |

### Halowe Mistrzostwa Świata
| Halowe Mistrzostwa Świata | Miasto   | Data         | Konkurencja | Wynik    | Miejsce |
| ------------------------- | -------- | ------------ | ----------- | -------- | ------- |
| Walencja 2008             | Walencja | 7 marca 2008 | Pięciobój   | 4867 pkt |         |

### Halowe Mistrzostwa Europy
| Halowe Mistrzostwa Europy | Miasto     | Data         | Konkurencja | Wynik  | Miejsce |
| ------------------------- | ---------- | ------------ | ----------- | ------ | ------- |
| Birmingham 2007           | Birmingham | 3 marca 2007 | Skok wzwyż  | 2,05 m |         |